# Nizamiyya

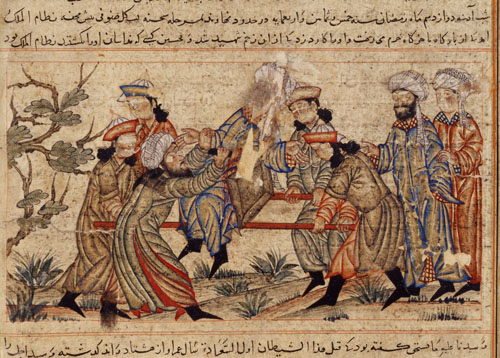
el visir nizan al mulk fue el fundador y promotor de las nizamiyya

Los Nizamiyya o Nezamiyeh (en persa: نظامیه‎) o Nizamiyyah (en árabe: النظامیة‎) son un grupo de instituciones de educación superior fundadas en Irán e Irak por Nizam al-Mulk, visir de los gobernantes selyúcidas Alp Arslan y Malik Shah en la segunda mitad del siglo XI. El nombre Nizamiyyah deriva del nombre del visir.

## Descripción
Los institutos de Nizamiyya estuvieron entre las primeras instituciones bien organizadas de educación superior en el mundo musulmán. El plan de estudios se centró inicialmente en estudios religiosos, derecho islámico, literatura árabe, y luego se extendió a historia, matemáticas, ciencias físicas y música.
La más famosa de todas las escuelas nizamiyyah fue al-Nizamiyya de Bagdad (establecida en 1065), donde Nizam al-Mulk nombró profesor al distinguido filósofo y teólogo al-Ghazali. Otras escuelas nizamiyyah estaban ubicadas en Nishapur, Amol, Balkh, Herat e Isfahán.